# Tephrosia singuliflora
Tephrosia singuliflora är en ärtväxtart som beskrevs av Ferdinand von Mueller. Tephrosia singuliflora ingår i släktet Tephrosia och familjen ärtväxter. Inga underarter finns listade i Catalogue of Life.